# Bisdom Venado Tuerto

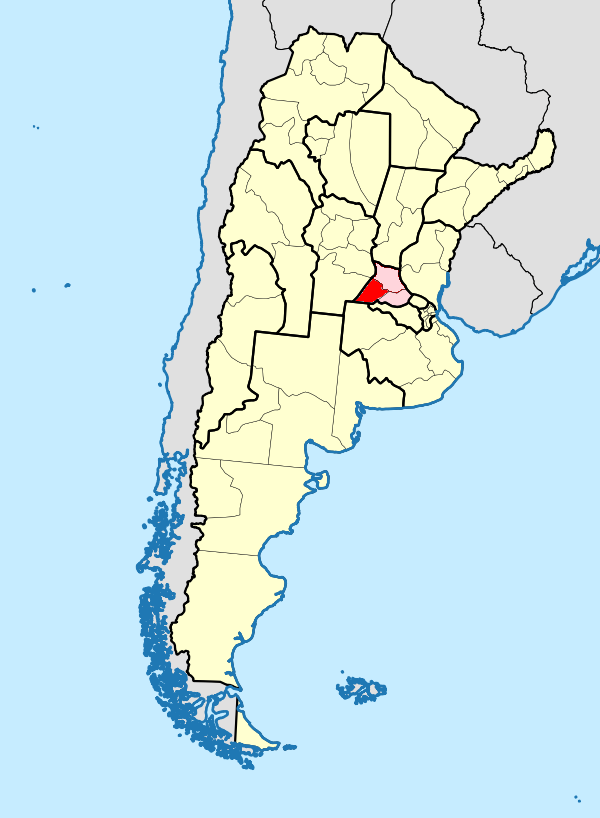
Het bisdom (rood) binnen het aartsbisdom Rosario (roze)

Het bisdom Venado Tuerto (Latijn: Dioecesis Cervi Lusci) is een rooms-katholiek bisdom met als zetel Venado Tuerto in Argentinië. Het bisdom is suffragaan aan het aartsbisdom Rosario. Het bisdom werd opgericht in 1963.
In 2020 telde het bisdom 44 parochies. Het bisdom heeft een oppervlakte van 14.000 km² en telde in 2020 239.000 inwoners waarvan 95,6% rooms-katholiek waren. 

## Bisschoppen
- Fortunato Antonio Rossi (1963-1977)
- Mario Picchi, S.D.B. (1978-1989)
- Paulino Reale Chirina (1989-2000)
- Gustavo Arturo Help (2000-2021)
- Han Lim Moon (2021-)

Rosario (aartsbisdom) · San Nicolás de los Arroyos · Venado Tuerto